# Valence-sur-Baïse
Pour les articles homonymes, voir Valence et Baïse (homonymie).
Valence-sur-Baïse (en occitan : Valença de Baïsa) est une commune française située dans le nord du département du Gers, en région Occitanie. Sur le plan historique et culturel, la commune est dans le Condomois, une ancienne circonscription de la province de Gascogne ayant titre de comté.
Exposée à un climat océanique altéré, elle est drainée par la Baïse, l'Auloue, le ruisseau de Manipau, le ruisseau du Gressillon et par divers autres petits cours d'eau. La commune possède un patrimoine naturel remarquable composé d'une zone naturelle d'intérêt écologique, faunistique et floristique.
Valence-sur-Baïse est une commune rurale qui compte 1 137 habitants en 2022.  Elle fait partie de l'aire d'attraction de Condom. Ses habitants sont appelés les Valenciens ou  Valenciennes.
Le patrimoine architectural de la commune comprend un immeuble protégé au titre des monuments historiques : l'abbaye de Flaran, classée partiellement en 1914 puis inscrite partiellement en 1981 et 1999.

## Géographie

### Localisation
Valence-sur-Baïse est une bastide située à la confluence de la Baïse et de l'Auloue, sur les anciennes routes nationales N130 et N639.

### Communes limitrophes
Les communes limitrophes sont  Ayguetinte, Beaucaire, Cassaigne, Condom, Gondrin, Lagardère, Maignaut-Tauzia, Mansencôme, Mouchan et Saint-Puy.
| Mouchan            | Cassaigne         | Condom (par un quadripoint) |
| Mansencôme         | Valence-sur-Baïse | Maignaut-Tauzia             |
| Gondrin, Lagardère | Beaucaire         | Saint-Puy, Ayguetinte       |

### Géologie et relief
Valence-sur-Baïse se situe en zone de sismicité 1 (sismicité très faible).

### Hydrographie

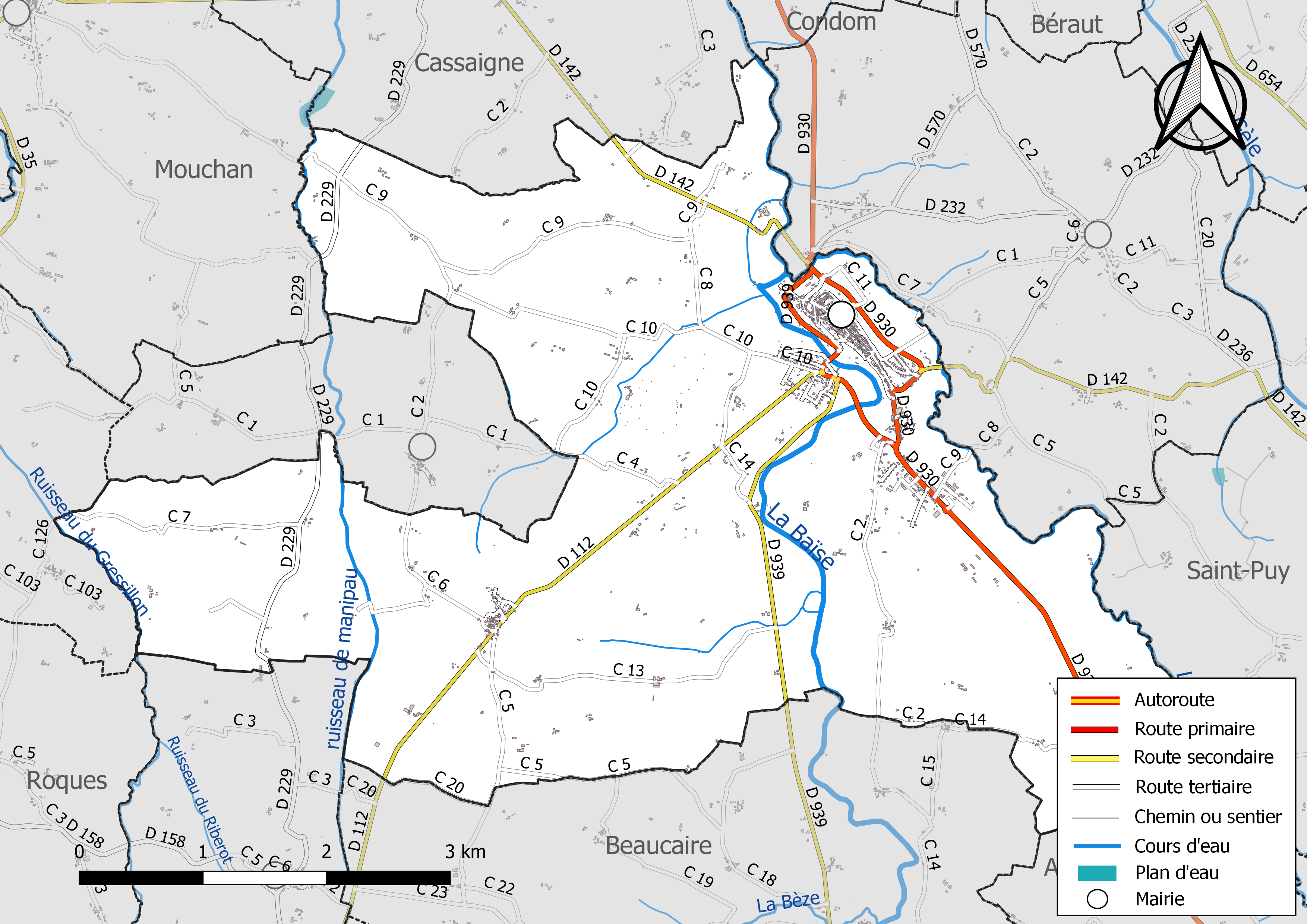
Réseaux hydrographique et routier de Valence-sur-Baïse.

La commune est dans le bassin de la Garonne, au sein du bassin hydrographique Adour-Garonne. Elle est drainée par la Baïse, l'Auloue, le ruisseau de Manipau, le ruisseau du Gressillon, un bras de la Baïse, un bras de l'Auloue, et par divers petits cours d'eau, qui constituent un réseau hydrographique de 21 km de longueur totale,.
La Baïse, d'une longueur totale de 187,6 km, prend sa source dans la commune de Capvern et s'écoule vers le nord. Elle traverse la commune et se jette dans la Garonne à Saint-Léger, après avoir traversé 52 communes.
L'Auloue, d'une longueur totale de 45,4 km, prend sa source dans la commune de L'Isle-de-Noé et s'écoule vers le nord. Il traverse la commune et se jette dans la Baïse à Valence-sur-Baïse, après avoir traversé 16 communes.
Le ruisseau de Manipau, d'une longueur totale de 10,2 km, prend sa source dans la commune de Beaucaire et s'écoule vers le nord. Il traverse la commune et se jette dans l'Osse à Mouchan, après avoir traversé 6 communes.

### Climat
Pour des articles plus généraux, voir Climat de l'Occitanie et Climat du Gers.
En 2010, le climat de la commune est de type climat du Bassin du Sud-Ouest, selon une étude s'appuyant sur une série de données couvrant la période 1971-2000. En 2020, Météo-France publie une typologie des climats de la France métropolitaine dans laquelle la commune est exposée à un climat océanique altéré et est dans la région climatique Aquitaine, Gascogne, caractérisée par une pluviométrie abondante au printemps, modérée en automne, un faible ensoleillement au printemps, un été chaud (19,5 °C), des vents faibles, des brouillards fréquents en automne et en hiver et des orages fréquents en été (15 à 20 jours).
Pour la période 1971-2000, la température annuelle moyenne est de 13,5 °C, avec une amplitude thermique annuelle de 15,3 °C. Le cumul annuel moyen de précipitations est de 785 mm, avec 9,8 jours de précipitations en janvier et 6,5 jours en juillet. Pour la période 1991-2020, la température moyenne annuelle observée sur la station météorologique la plus proche, située sur la commune de Beaucaire à 5 km à vol d'oiseau, est de 13,8 °C et le cumul annuel moyen de précipitations est de 775,9 mm,. Pour l'avenir, les paramètres climatiques de la commune estimés pour 2050 selon différents scénarios d'émission de gaz à effet de serre sont consultables sur un site dédié publié par Météo-France en novembre 2022.

### Milieux naturels et biodiversité

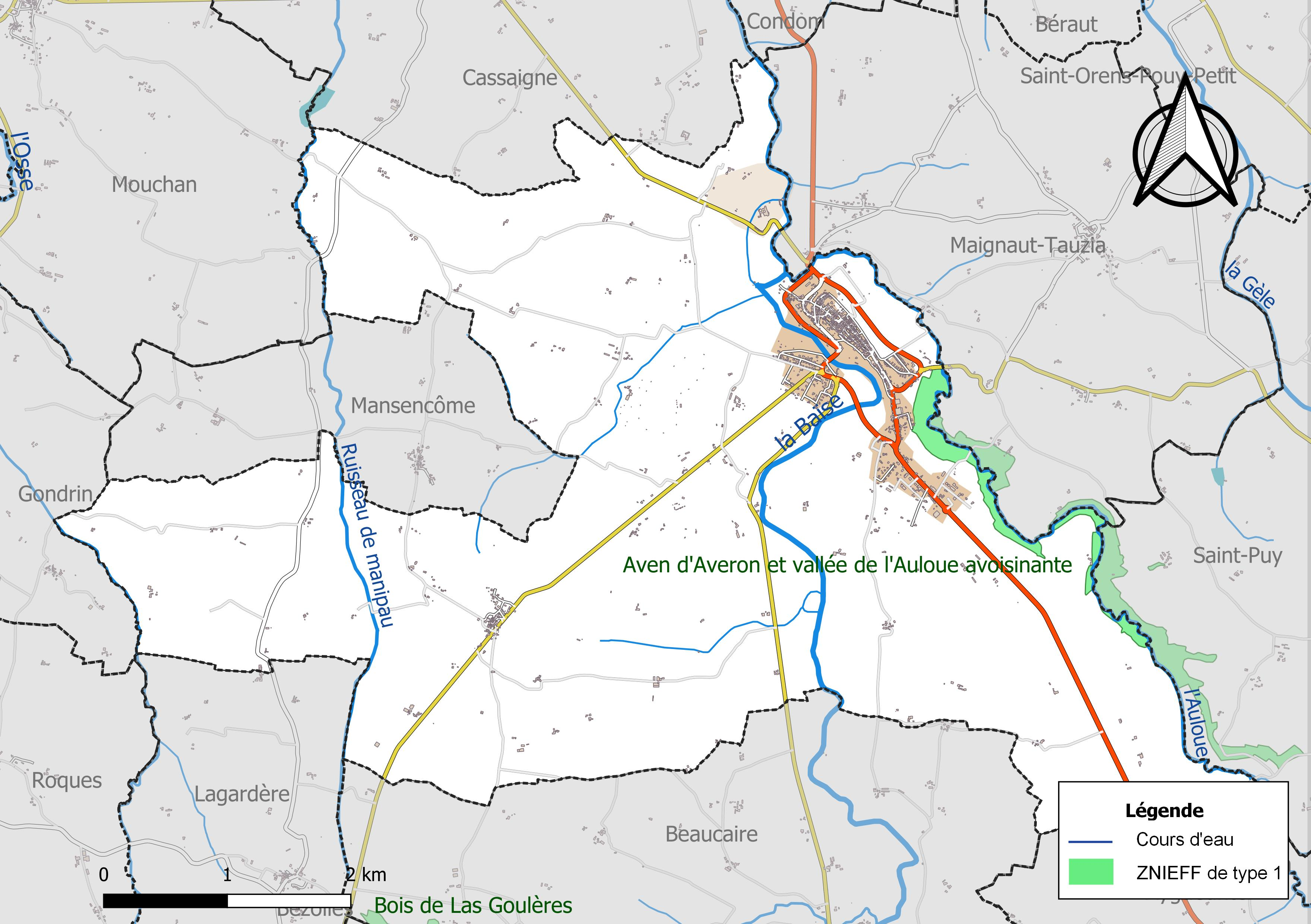
Carte de la ZNIEFF de type 1 localisée sur la commune.

L’inventaire des zones naturelles d'intérêt écologique, faunistique et floristique (ZNIEFF) a pour objectif de réaliser une couverture des zones les plus intéressantes sur le plan écologique, essentiellement dans la perspective d’améliorer la connaissance du patrimoine naturel national et de fournir aux différents décideurs un outil d’aide à la prise en compte de l’environnement dans l’aménagement du territoire.
Une ZNIEFF de type 1 est recensée sur la commune :
l'« aven d'Averon et vallée de l'Auloue avoisinante » (86 ha), couvrant 3 communes du département.

## Urbanisme

### Typologie
Au 1er janvier 2024, Valence-sur-Baïse est catégorisée bourg rural, selon la nouvelle grille communale de densité à sept niveaux définie par l'Insee en 2022.
Elle est située hors unité urbaine. Par ailleurs la commune fait partie de l'aire d'attraction de Condom, dont elle est une commune de la couronne,. Cette aire, qui regroupe 23 communes, est catégorisée dans les aires de moins de 50 000 habitants,.

### Occupation des sols
L'occupation des sols de la commune, telle qu'elle ressort de la base de données européenne d’occupation biophysique des sols Corine Land Cover (CLC), est marquée par l'importance des territoires agricoles (93,8 % en 2018), une proportion sensiblement équivalente à celle de 1990 (93,9 %). La répartition détaillée en 2018 est la suivante : 
terres arables (52,3 %), zones agricoles hétérogènes (37,7 %), zones urbanisées (3,5 %), cultures permanentes (3,2 %), forêts (1,6 %), espaces verts artificialisés, non agricoles (1 %), prairies (0,7 %). L'évolution de l’occupation des sols de la commune et de ses infrastructures peut être observée sur les différentes représentations cartographiques du territoire : la carte de Cassini (XVIIIe siècle), la carte d'état-major (1820-1866) et les cartes ou photos aériennes de l'IGN pour la période actuelle (1950 à aujourd'hui).

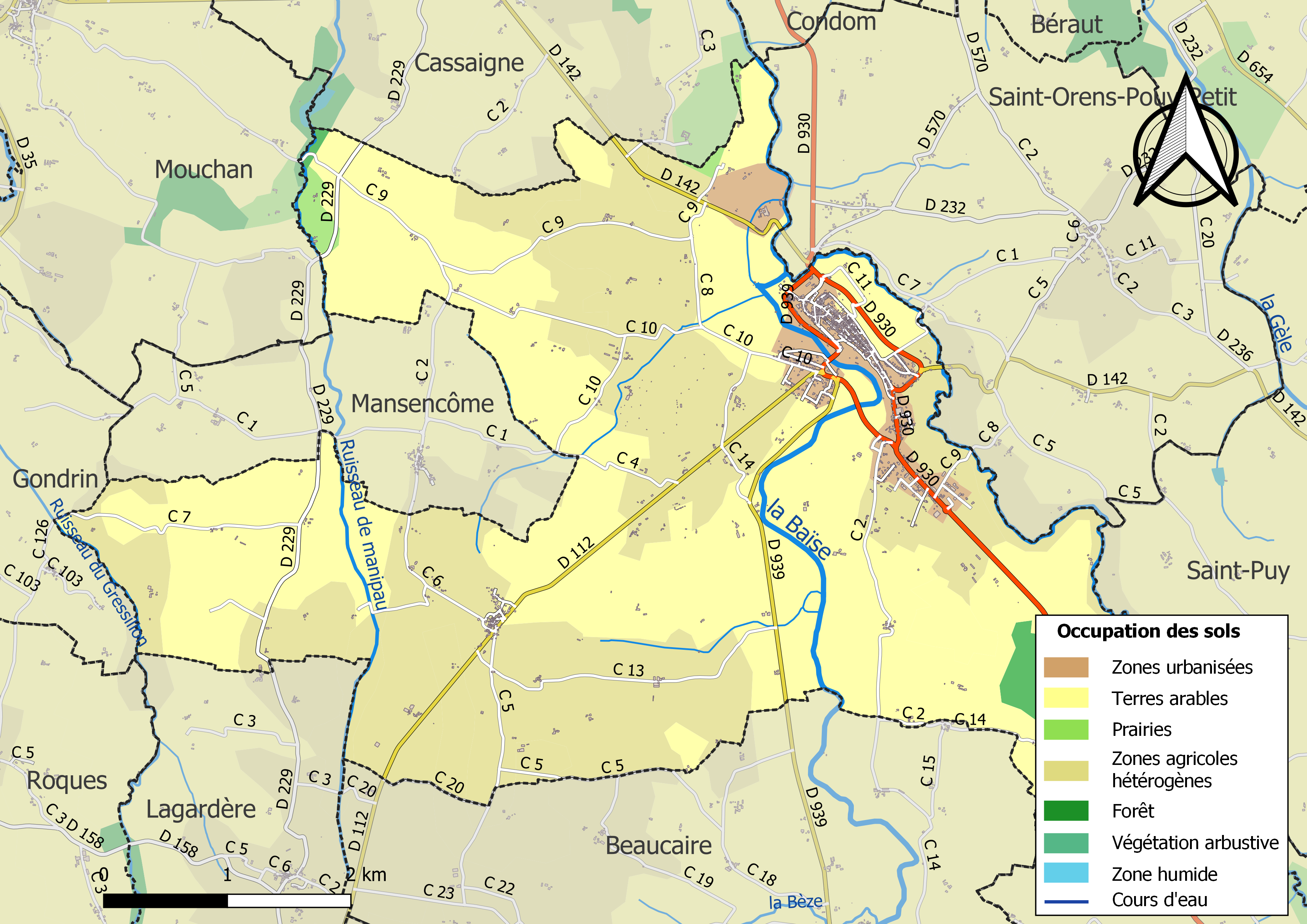
Carte des infrastructures et de l'occupation des sols de la commune en 2018 (CLC).

### Voies de communication et transports
La ligne 951 du réseau liO relie la commune à la gare d'Auch et à Condom.

### Risques majeurs
Le territoire de la commune de Valence-sur-Baïse est vulnérable à différents aléas naturels : météorologiques (tempête, orage, neige, grand froid, canicule ou sécheresse), inondations et séisme (sismicité très faible). Un site publié par le BRGM permet d'évaluer simplement et rapidement les risques d'un bien localisé soit par son adresse soit par le numéro de sa parcelle.
Certaines parties du territoire communal sont susceptibles d’être affectées par le risque d’inondation par débordement de cours d'eau, notamment la Baïse, l'Auloue et le ruisseau de Manipau. La cartographie des zones inondables en ex-Midi-Pyrénées réalisée dans le cadre du XIe Contrat de plan État-région, visant à informer les citoyens et les décideurs sur le risque d’inondation, est accessible sur le site de la DREAL Occitanie. La commune a été reconnue en état de catastrophe naturelle au titre des dommages causés par les inondations et coulées de boue survenues en 1999 et 2009,.

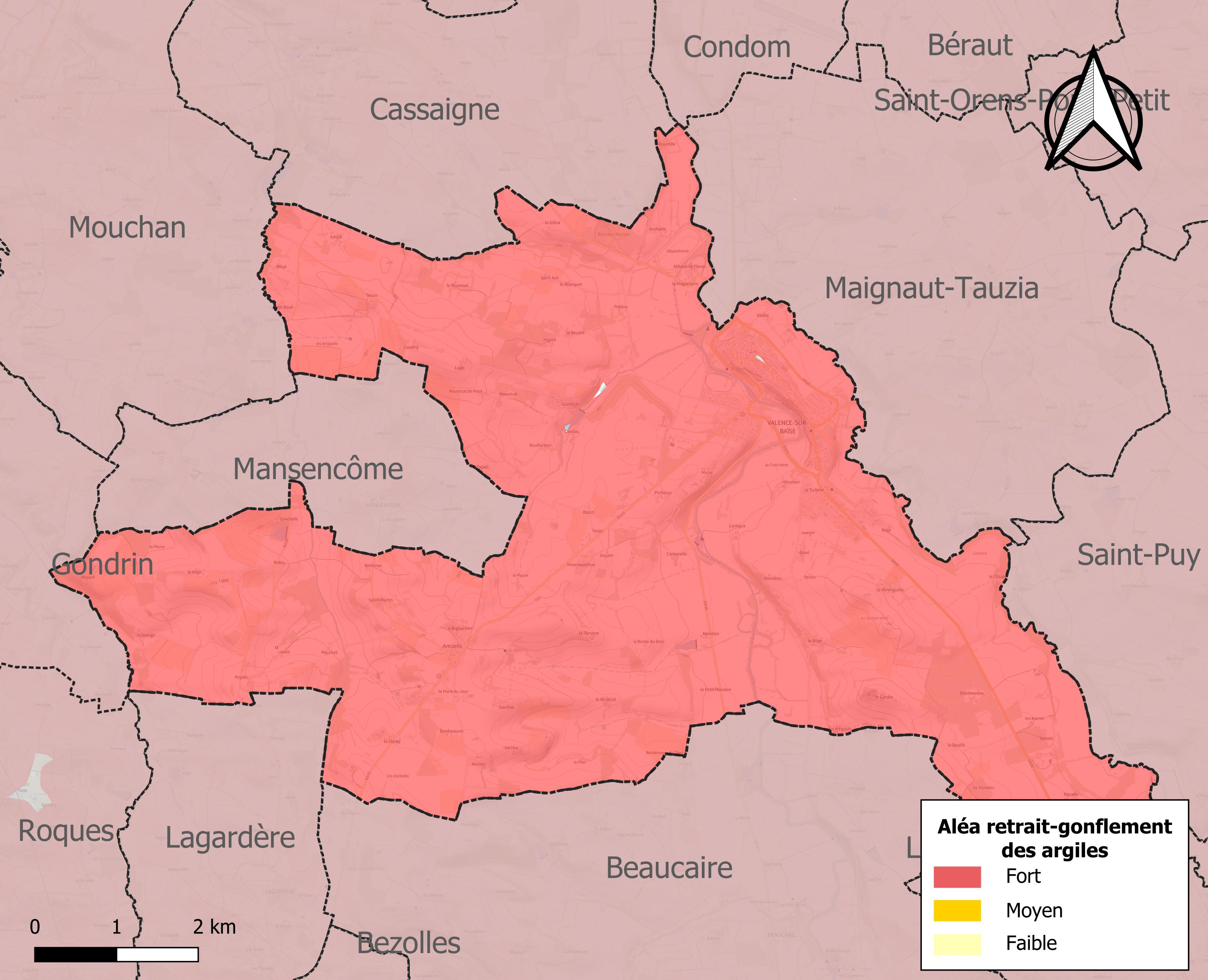
Carte des zones d'aléa retrait-gonflement des sols argileux de Valence-sur-Baïse.

Le retrait-gonflement des sols argileux est susceptible d'engendrer des dommages importants aux bâtiments en cas d’alternance de périodes de sécheresse et de pluie. La totalité de la commune est en aléa moyen ou fort (94,5 % au niveau départemental et 48,5 % au niveau national). Sur les 676 bâtiments dénombrés sur la commune en 2019, 674 sont en aléa moyen ou fort, soit 100 %, à comparer aux 93 % au niveau départemental et 54 % au niveau national. Une cartographie de l'exposition du territoire national au retrait gonflement des sols argileux est disponible sur le site du BRGM,.
Par ailleurs, afin de mieux appréhender le risque d’affaissement de terrain, l'inventaire national des cavités souterraines permet de localiser celles situées sur la commune.
Concernant les mouvements de terrains, la commune a été reconnue en état de catastrophe naturelle au titre des dommages causés par la sécheresse en 1989, 1993, 2002, 2003, 2011 et 2017 et par des mouvements de terrain en 1999.

## Toponymie
À l'instar de nombreuses autres villes neuves fondées à la même époque, Valence-sur-Baïse emprunte son nom à une ville prestigieuse, Valence en Espagne, comme gage du succès de son développement.

## Histoire
Valence-sur-Baïse est une bastide perchée fondée en 1274 en paréage par l'abbé de Flaran et le comte d'Armagnac Géraud VI d'Armagnac. Frontalière du comté d'Agen, Valence est une bastide défensive assise sur un banc rocheux, à la confluence de la Baïse et de l'Auloue, dominant la vallée de plus de 50 mètres. L'église date du XIVe siècle et elle est flanquée de deux tours. Celle du nord a été construite hors les murs au XIXe siècle.
En 1839, la commune de Ampeils fut fusionnée au sein de Valence-sur-Baïse. Aujourd'hui, un lieu-dit subsiste toujours.

## Population et société

### Démographie
| 1793  | 1800  | 1806  | 1821  | 1831  | 1841  | 1846  | 1851  | 1856  |
| ----- | ----- | ----- | ----- | ----- | ----- | ----- | ----- | ----- |
| 1 742 | 1 145 | 1 390 | 1 267 | 1 240 | 1 589 | 1 625 | 1 674 | 1 646 |

| 1861  | 1866  | 1872  | 1876  | 1881  | 1886  | 1891  | 1896  | 1901  |
| ----- | ----- | ----- | ----- | ----- | ----- | ----- | ----- | ----- |
| 1 642 | 1 630 | 1 683 | 1 674 | 1 705 | 1 590 | 1 545 | 1 502 | 1 371 |

| 1906  | 1911  | 1921  | 1926  | 1931  | 1936  | 1946  | 1954  | 1962  |
| ----- | ----- | ----- | ----- | ----- | ----- | ----- | ----- | ----- |
| 1 401 | 1 254 | 1 077 | 1 090 | 1 098 | 1 115 | 1 179 | 1 168 | 1 176 |

| 1968  | 1975  | 1982  | 1990  | 1999  | 2006  | 2007  | 2012  | 2017  |
| ----- | ----- | ----- | ----- | ----- | ----- | ----- | ----- | ----- |
| 1 229 | 1 256 | 1 216 | 1 157 | 1 151 | 1 193 | 1 199 | 1 136 | 1 135 |

| 2022  | - | - | - | - | - | - | - | - |
| ----- | - | - | - | - | - | - | - | - |
| 1 137 | - | - | - | - | - | - | - | - |

| selon la population municipale des années : | 1968 | 1975 | 1982 | 1990 | 1999 | 2006 | 2009 | 2013 |
| Rang de la commune dans le département      | 27   | 20   | 22   | 24   | 22   | 23   | 25   | 27   |
| Nombre de communes du département           | 466  | 462  | 462  | 462  | 463  | 463  | 463  | 463  |

### Enseignement
Valence-sur-Baïse dispose d'une école maternelle publique (43 élèves en 2013) et d'une école élémentaire publique (88 élèves en 2013).

### Manifestations culturelles et festivités
Festival Valence ton Slam : Depuis 2019, la Cavéa (Centre culturel du village), organise en plus de ses expositions et spectacles, présents toute l'année, un festival de Slam. Valence ton Slam est à ce jour le seul festival consacré à l'art du slam en Occitanie. Il se déroule chaque mois de juin.

### Santé
La bastide de Valence-sur-Baïse dispose depuis 2019 d'une maison de santé pluri-disciplinaire, avec médecins généralistes, cabinet d'infirmières, diététicienne, réflexologue, naturopathe, réflexologue, sophrologue. Un cabinet de kinésithérapie/ostéopathie est également présent au village.

### Sport
Le club de basket-ball du Valence Condom Gers Basket qui évolue actuellement en Nationale 2. Le club gersois est Champion de France de Nationale 3 en 1987. Le club effectue près de 20 saisons en Nationale 1 (3e division nationale) de 1987 à 2006.

## Économie

### Revenus
En 2018  (données Insee publiées en septembre 2021), la commune compte 546 ménages fiscaux, regroupant 1 130 personnes. La médiane du revenu disponible par unité de consommation est de 18 690 € (20 820 € dans le département).

### Emploi
|                | 2008  | 2013  | 2018   |
| -------------- | ----- | ----- | ------ |
| Commune        | 7,5 % | 5,5 % | 10,6 % |
| Département    | 6,1 % | 7,5 % | 8,2 %  |
| France entière | 8,3 % | 10 %  | 10 %   |

En 2018, la population âgée de 15 à 64 ans s'élève à 592 personnes, parmi lesquelles on compte 76,7 % d'actifs (66,1 % ayant un emploi et 10,6 % de chômeurs) et 23,3 % d'inactifs,. En  2018, le taux de chômage communal (au sens du recensement) des 15-64 ans est supérieur à celui de la France et du département, alors qu'il était inférieur à celui de la France en 2008.
La commune fait partie de la couronne de l'aire d'attraction de Condom, du fait qu'au moins 15 % des actifs travaillent dans le pôle,. Elle compte 405 emplois en 2018, contre 456 en 2013 et 455 en 2008. Le nombre d'actifs ayant un emploi résidant dans la commune est de 398, soit un indicateur de concentration d'emploi de 101,8 % et un taux d'activité parmi les 15 ans ou plus de 47,7 %.
Sur ces 398 actifs de 15 ans ou plus ayant un emploi, 143 travaillent dans la commune, soit 36 % des habitants. Pour se rendre au travail, 86,2 % des habitants utilisent un véhicule personnel ou de fonction à quatre roues, 0,3 % les transports en commun, 4 % s'y rendent en deux-roues, à vélo ou à pied et 9,5 % n'ont pas besoin de transport (travail au domicile).

### Activités hors agriculture

#### Secteurs d'activités
102 établissements sont implantés  à Valence-sur-Baïse au 31 décembre 2019. Le tableau ci-dessous en détaille le nombre par secteur d'activité et compare les ratios avec ceux du département,.
| Secteur d'activité                                                                                        | Commune | Commune | Département |
| Secteur d'activité                                                                                        | Nombre  | %       | %           |
| --- | ------- | ------- | ----------- |
| Ensemble                                                                                                  | 102     |         |             |
| Industrie manufacturière, industries extractives et autres                                                | 12      | 11,8 %  | (12,3 %)    |
| Construction                                                                                              | 20      | 19,6 %  | (14,6 %)    |
| Commerce de gros et de détail, transports, hébergement et restauration                                    | 29      | 28,4 %  | (27,7 %)    |
| Activités financières et d'assurance                                                                      | 4       | 3,9 %   | (3,5 %)     |
| Activités immobilières                                                                                    | 8       | 7,8 %   | (5,2 %)     |
| Activités spécialisées, scientifiques et techniques et activités de services administratifs et de soutien | 12      | 11,8 %  | (14,4 %)    |
| Administration publique, enseignement, santé humaine et action sociale                                    | 8       | 7,8 %   | (12,3 %)    |
| Autres activités de services                                                                              | 9       | 8,8 %   | (8,3 %)     |

Le secteur du commerce de gros et de détail, des transports, de l'hébergement et de la restauration est prépondérant sur la commune puisqu'il représente 28,4 % du nombre total d'établissements de la commune (29 sur les 102 entreprises implantées  à Valence-sur-Baïse), contre 27,7 % au niveau départemental.

#### Entreprises et commerces
Les cinq entreprises ayant leur siège social sur le territoire communal qui génèrent le plus de chiffre d'affaires en 2020 sont : 
- Touja, construction de réseaux pour fluides (15 240 k€) ;
- Alpha Distri, supermarchés (5 566 k€) ;
- Barrere SA, transports routiers de fret de proximité (1 467 k€) ;
- Eurotravi, activités de soutien aux cultures (1 238 k€) ;
- Pivotto Et Fils, travaux de charpente (489 k€).

### Agriculture
La commune est dans le Ténarèze, une petite région agricole occupant le centre du département du Gers, faisant transition entre l'Astarac « pyrénéen », dont elle est originaire et dont elle prolonge et atténue le modelé, et la Gascogne garonnaise dont elle annonce le paysage. En 2020, l'orientation technico-économique de l'agriculture  sur la commune est la polyculture et/ou le polyélevage.
|               | 1988  | 2000  | 2010  | 2020  |
| ------------- | ----- | ----- | ----- | ----- |
| Exploitations | 59    | 45    | 43    | 34    |
| SAU (ha)      | 1 959 | 1 688 | 1 632 | 1 628 |

Le nombre d'exploitations agricoles en activité et ayant leur siège dans la commune est passé de 59 lors du recensement agricole de 1988  à 45 en 2000 puis à 43 en 2010 et enfin à 34 en 2020, soit une baisse de 42 % en 32 ans. Le même mouvement est observé à l'échelle du département qui a perdu pendant cette période 51 % de ses exploitations,. La surface agricole utilisée sur la commune a également diminué, passant de 1 959 ha en 1988 à 1 628 ha en 2020. Parallèlement la surface agricole utilisée moyenne par exploitation a augmenté, passant de 33 à 48 ha.

## Culture locale et patrimoine

### Lieux et monuments
- Abbaye de Flaran

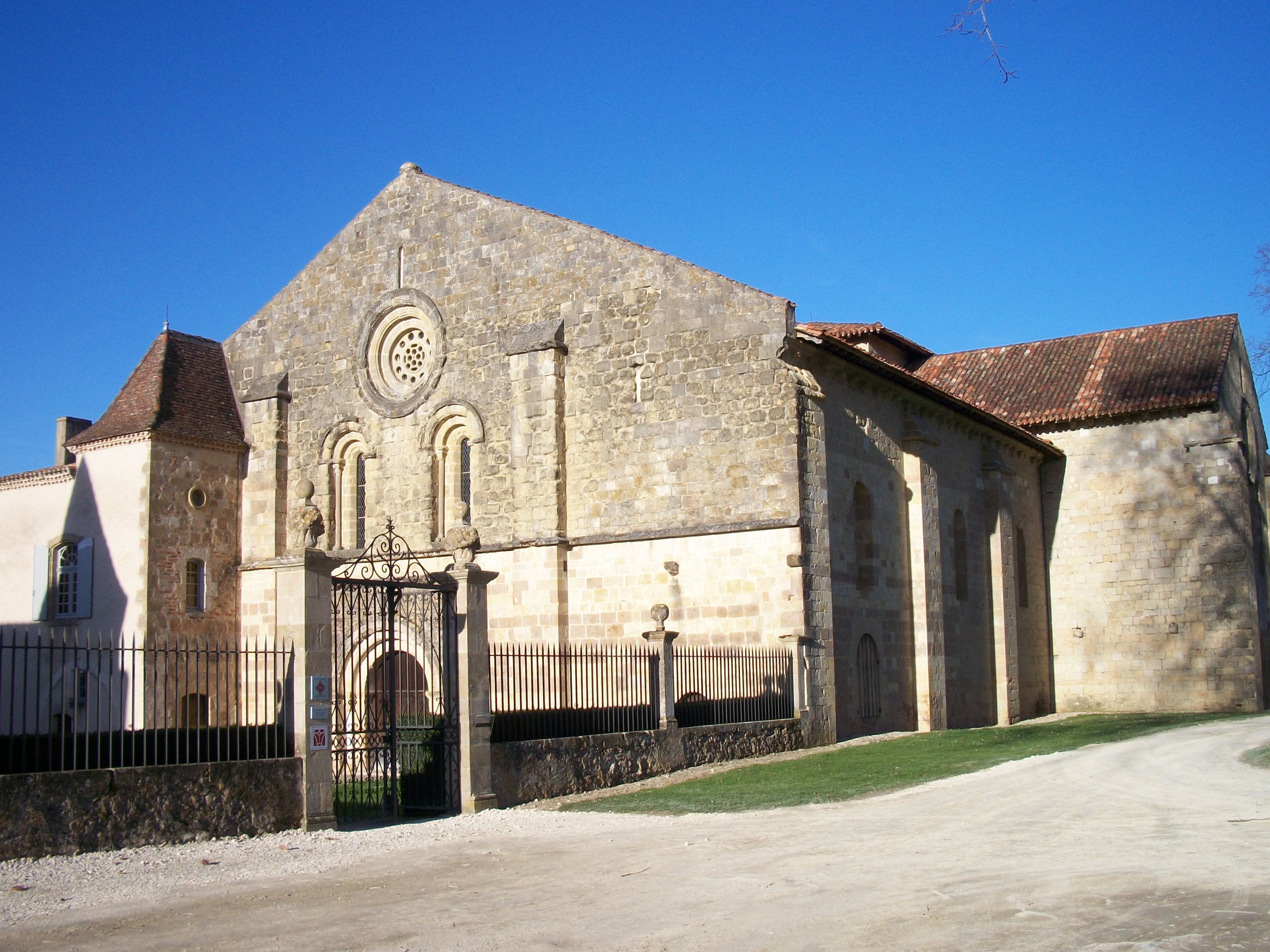
Portail d'entrée et église de l'abbaye de Flaran.

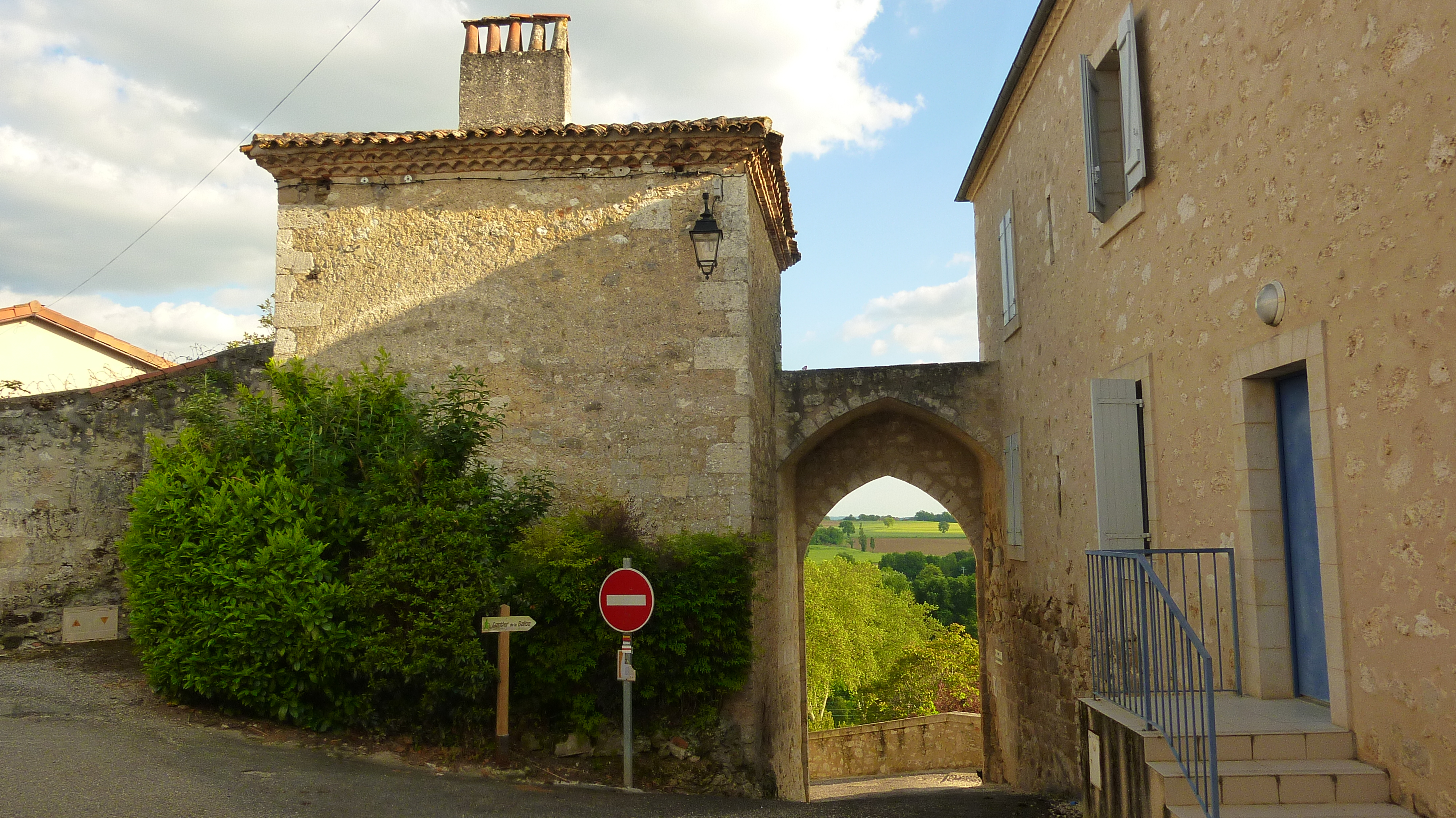
Porte de l'hérisson côté bastide.

  - Abbaye de moines cisterciens, fondée par l'abbaye de l'Escaladieu (Hautes-Pyrénées), en 1151. Aujourd'hui l'abbaye est le Centre de conservation du patrimoine du Gers, et appartient au département. Elle est ouverte toute l'année au public, avec de nombreuses expositions, la collection Simonow, ainsi que tous les bâtiments monastiques, datant du XIIe au   XVIIIe siècle.
  - Mosaïque prélevée en 1984 sur le site d'une villa, exposée dans le parc de l'abbaye[46].
- Église Saint-Jean-Baptiste de Valence-sur-Baïse et l'accès à son belvédère entre les 2 tours, pour une vue sur la campagne alentour et les Pyrénées.

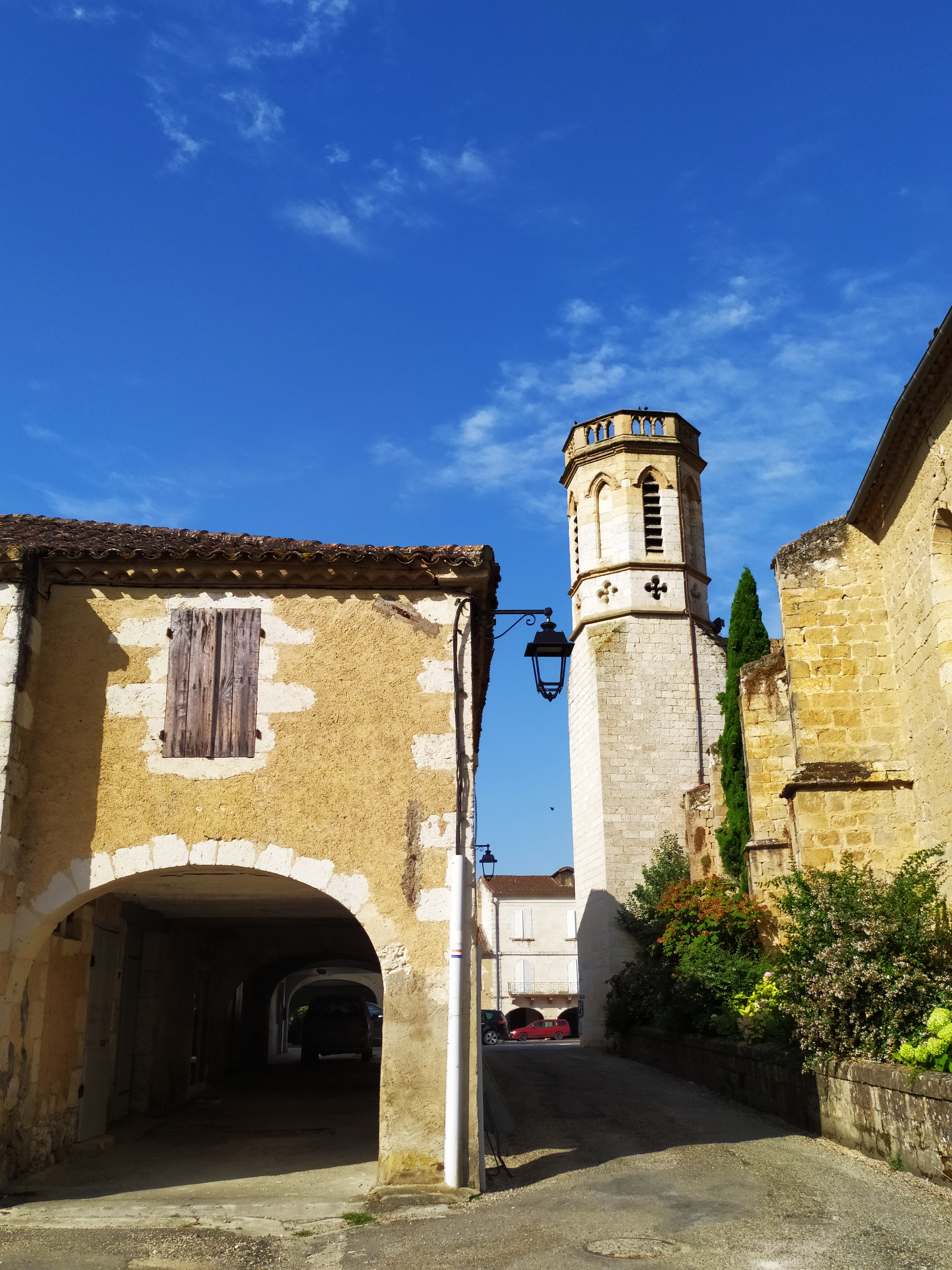
Arcades dans la rue Victor Hugo, le long de l'église Saint-Jean-Baptiste.

- La place de l'hôtel de ville, place à arcades typique des bastides, avec ses 3 puits, sur la centaine que compte le village.
- La porte de l'Hérisson (XIIIe siècle), sur la promenade des remparts, les plus longs de toutes les bastides du Gers (1 275 m). Du côté sud, les murs de fortifications surplombent une falaise naturellement creusée par l'érosion, avec une végétation méditerranéenne (figuiers de barbarie).
- Le lavoir Hount de Las, du XIXe siècle.
- Le sentier botanique.
- Le port de plaisance, sur la Baïse avec ses écluses dont Graziac, une écluse double en aval du village. En amont de Valence-sur-Baïse, la rivière est fermée à la navigation.
- Le château de Rouquette, XVIIIe siècle, privé.
- Le château de Léberon, domaine de production d'armagnac.
- La tour du Gardès (ou Guardès), XIIIe siècle[47].
- Le sentier de la Baïse, promenade qui mène du port à l'abbaye de Flaran, puis qui se prolonge jusqu'à Condom, en passant par la double écluse de Graziac.
- De nombreux sentiers de randonnée et des itinéraires pour cyclistes prennent leur départ depuis le village, et permettent de découvrir le riche patrimoine architectural et paysager alentour[48].
- Le quartier des capots.

### Personnalités liées à la commune
- Philippe Martin : homme politique.
- Philippe Lauzun : écrivain.
- Ludovic Lapeyrère, originaire de Valence-sur-Baïse, entrepreneur lors de l'exposition universelle de 1900 (Paris) et bienfaiteur du département.
- Rosemonde Pujol : écrivain décédée le 22 août 2009 à presque 92 ans à Auch - auteure de Un petit bout de bonheur : Petit manuel de clitologie (2007) - et de Juteuses carcasses (2009). Également journaliste et résistante durant la Seconde Guerre mondiale, une rue porte son nom à Paris : la promenade Rosemonde Pujol, dans le 17e arrondissement.
- Roger Bouby, entrepreneur né le 29 octobre 1932 à Valence sur Baîse et décédé le 3 mars 2007, inventeur d'une machine à scier la pierre, fils de Michel Bouby, charron, inventeur d'une moissonneuse batteuse miniature présentée à l'émission incroyable mais vrai de Jacques Martin.

### Héraldique
| Blason | Blasonnement : D'or à trois têtes d'homme de carnation, chevelées de sable et mises de profil. |

Le véritable blason a des têtes de maures noires. Celui-ci est resucée raciste qui sort on ne sait d'où. Déjà signalé il y a quelques années, sans effet

#### Autres sources

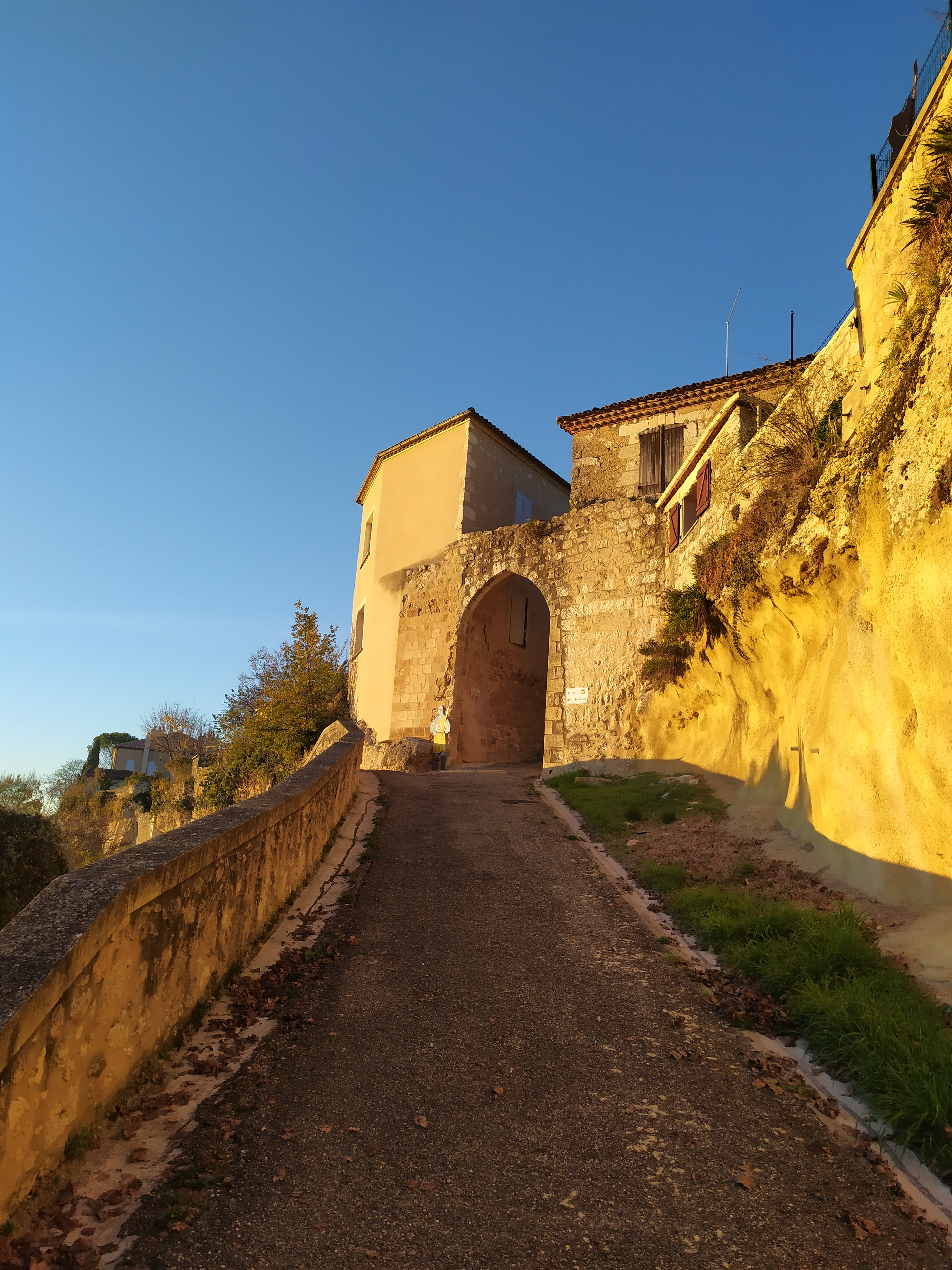
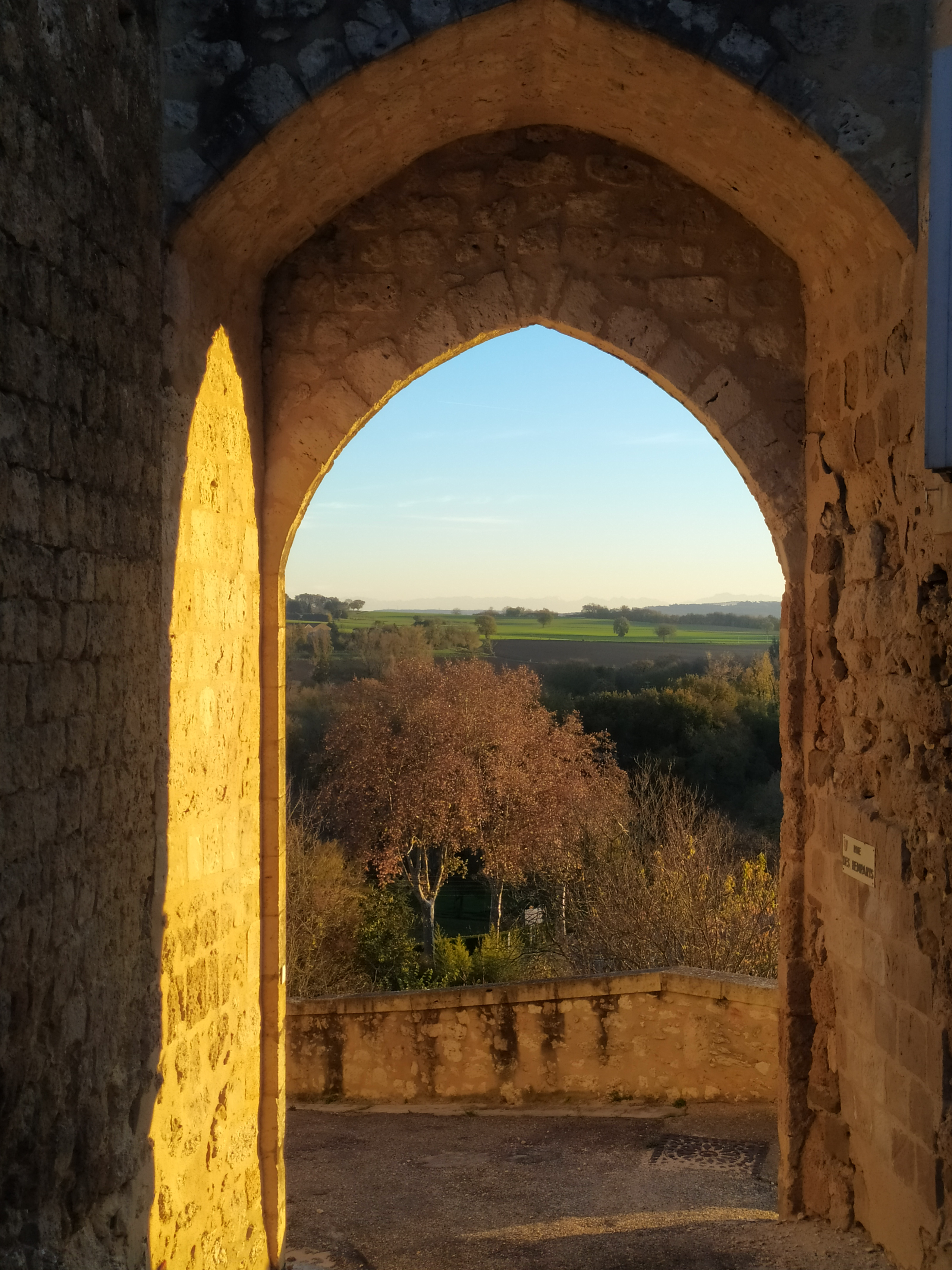
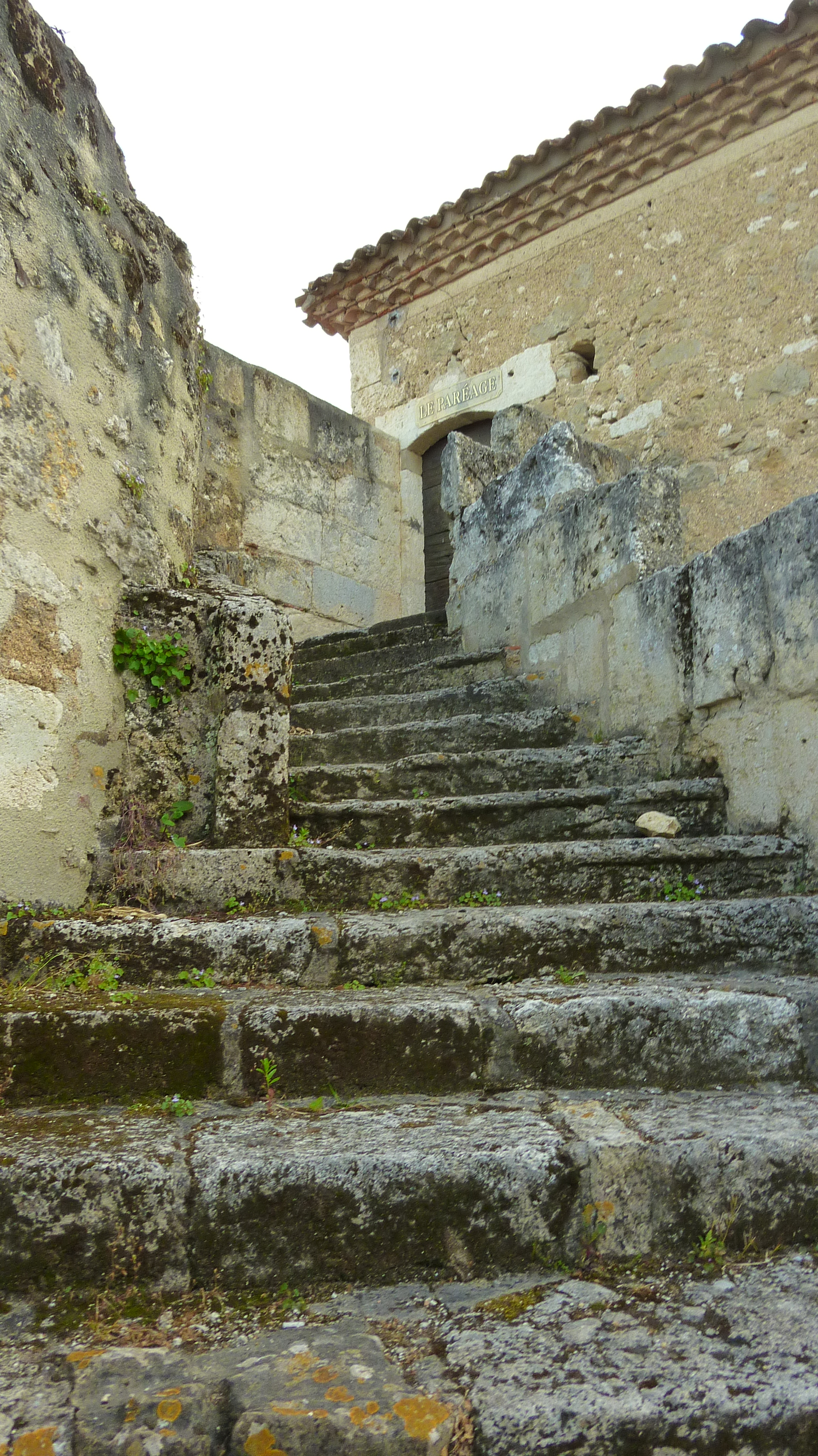
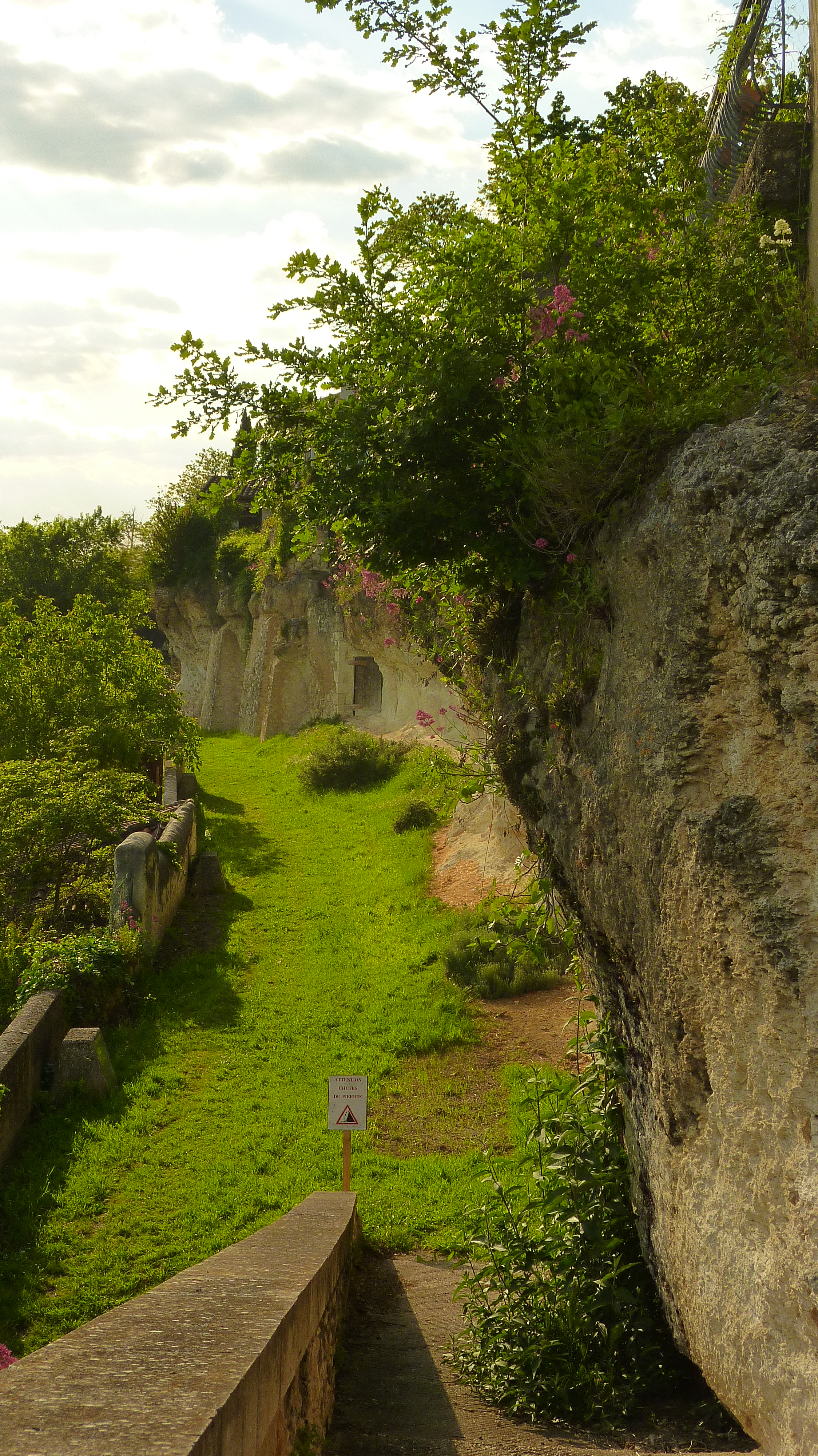
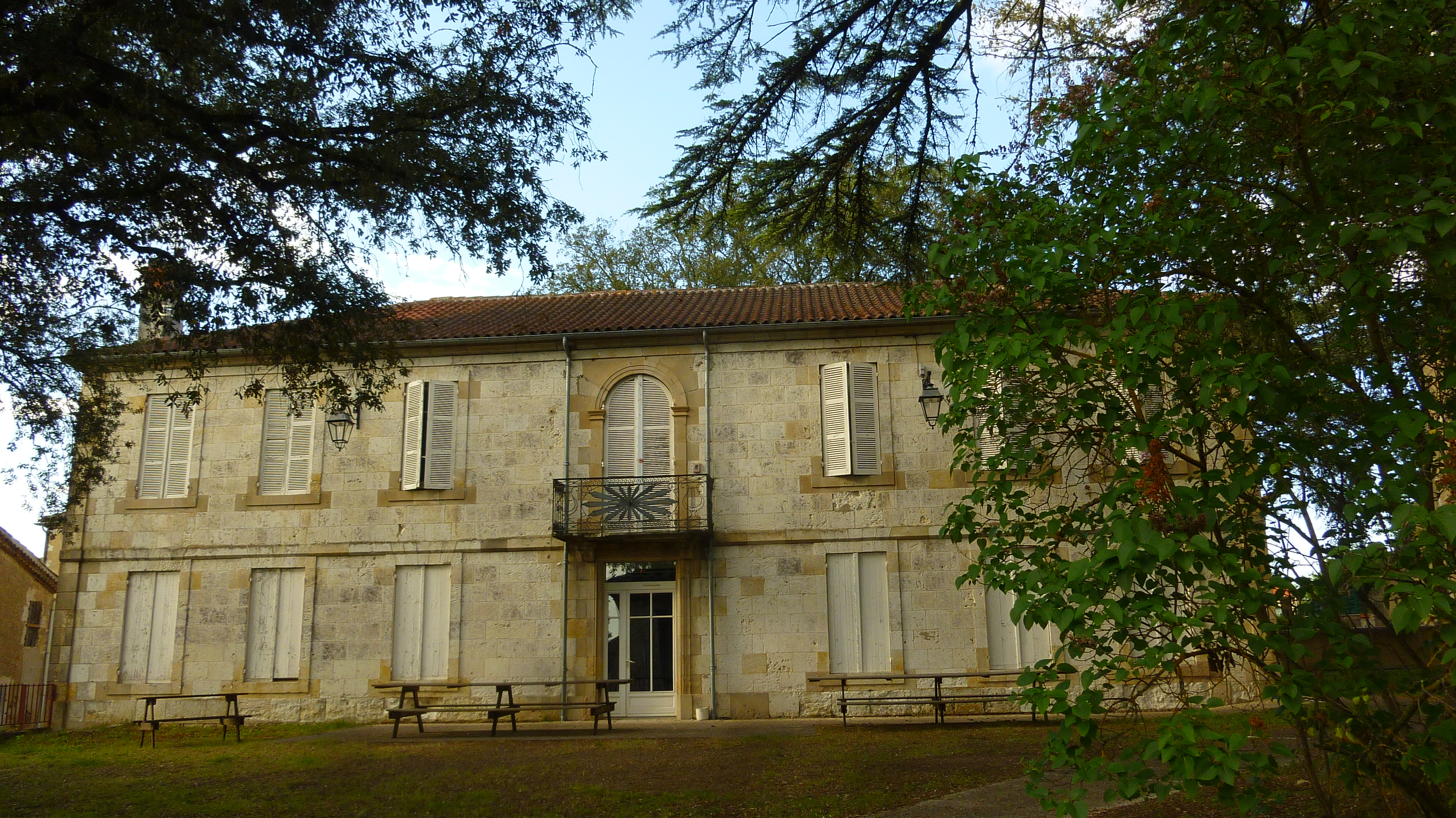
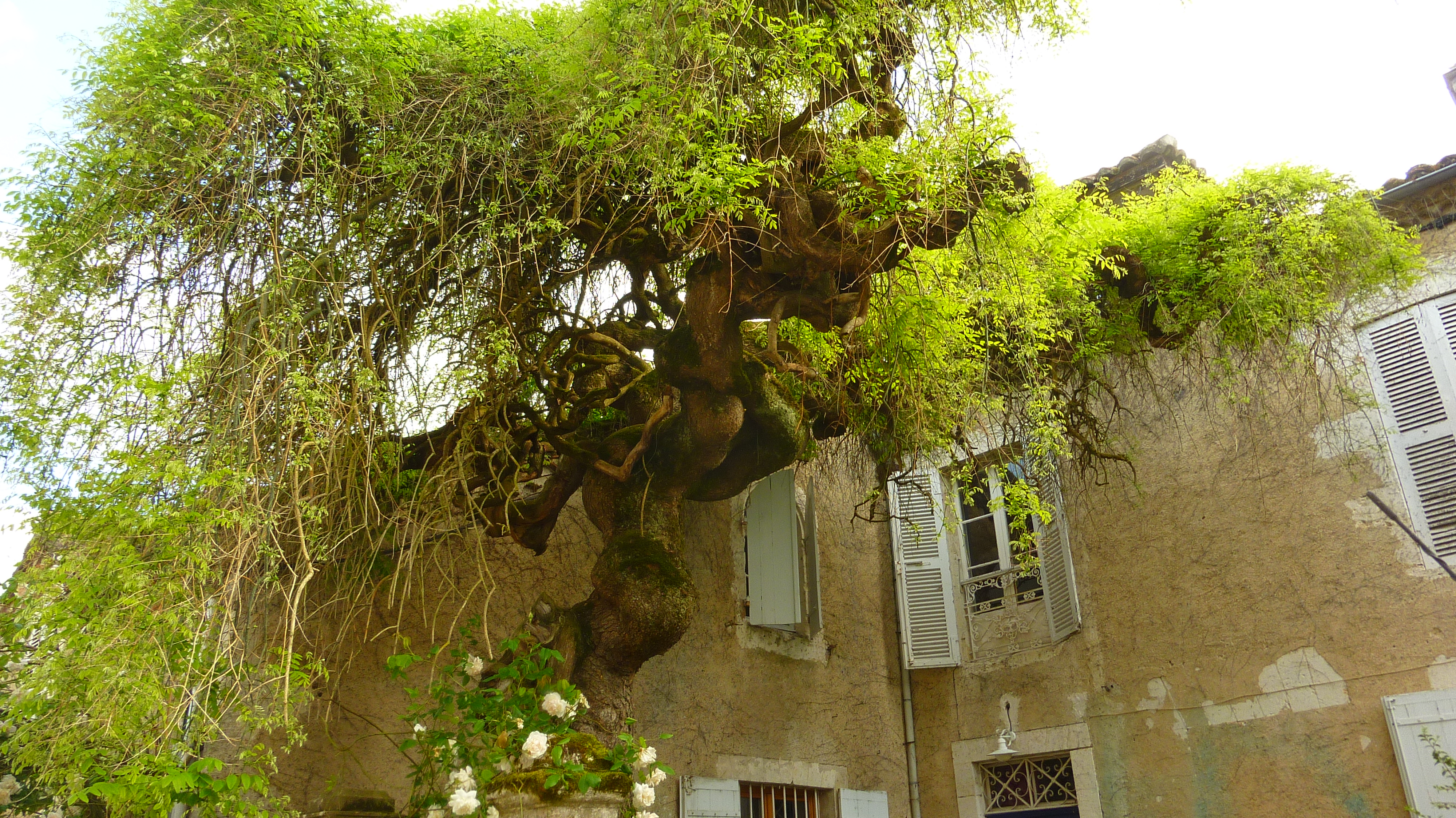
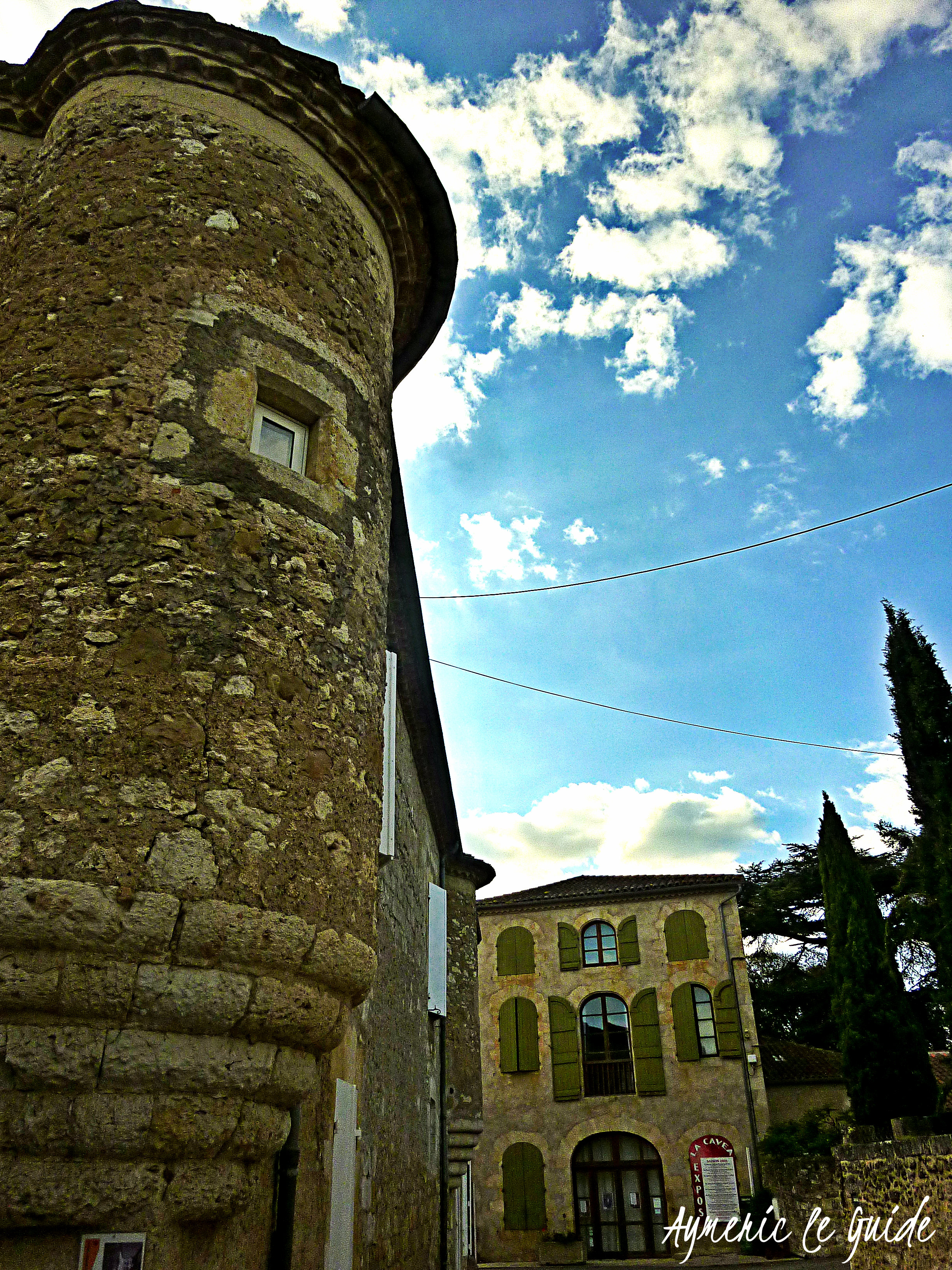
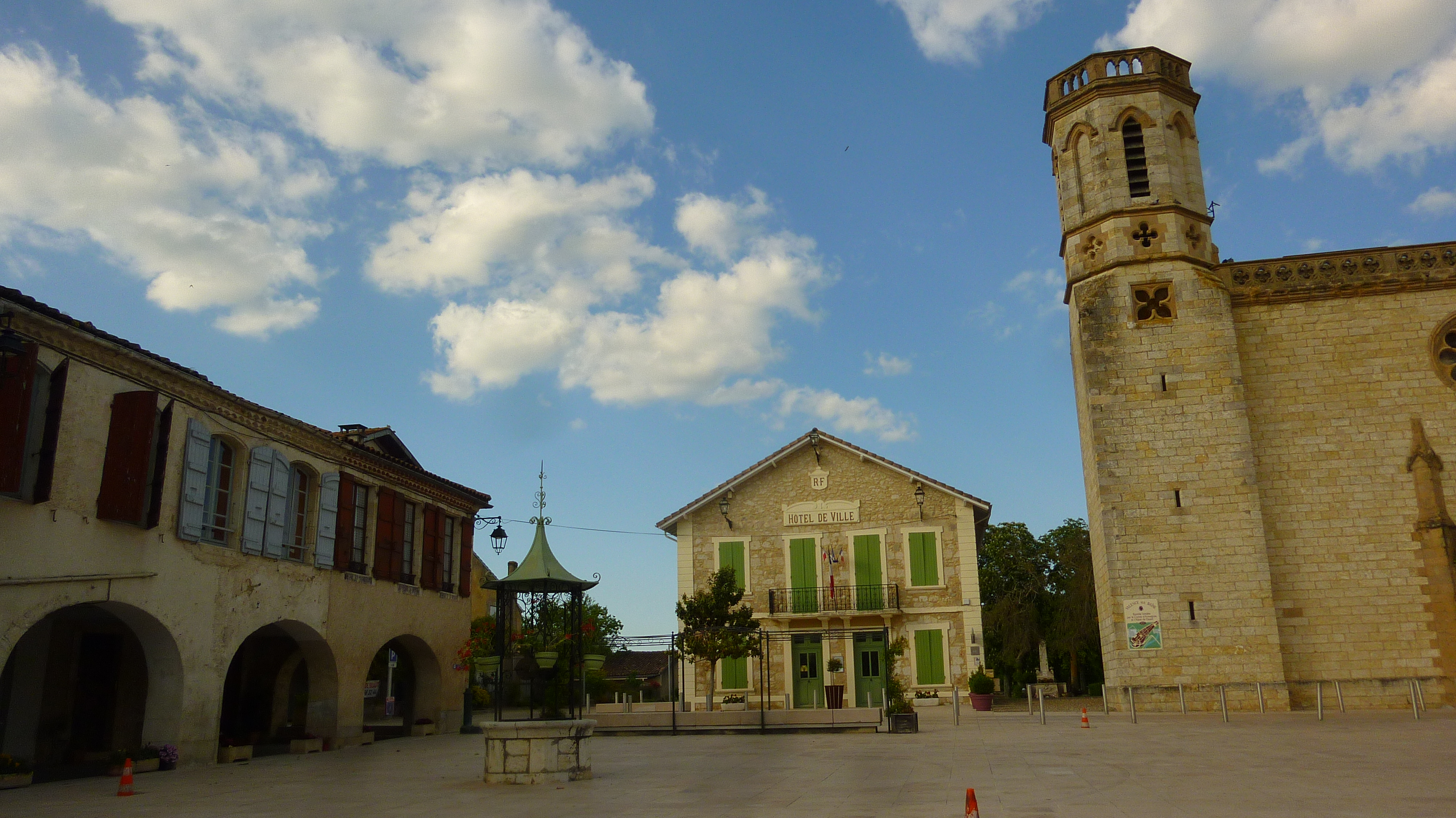
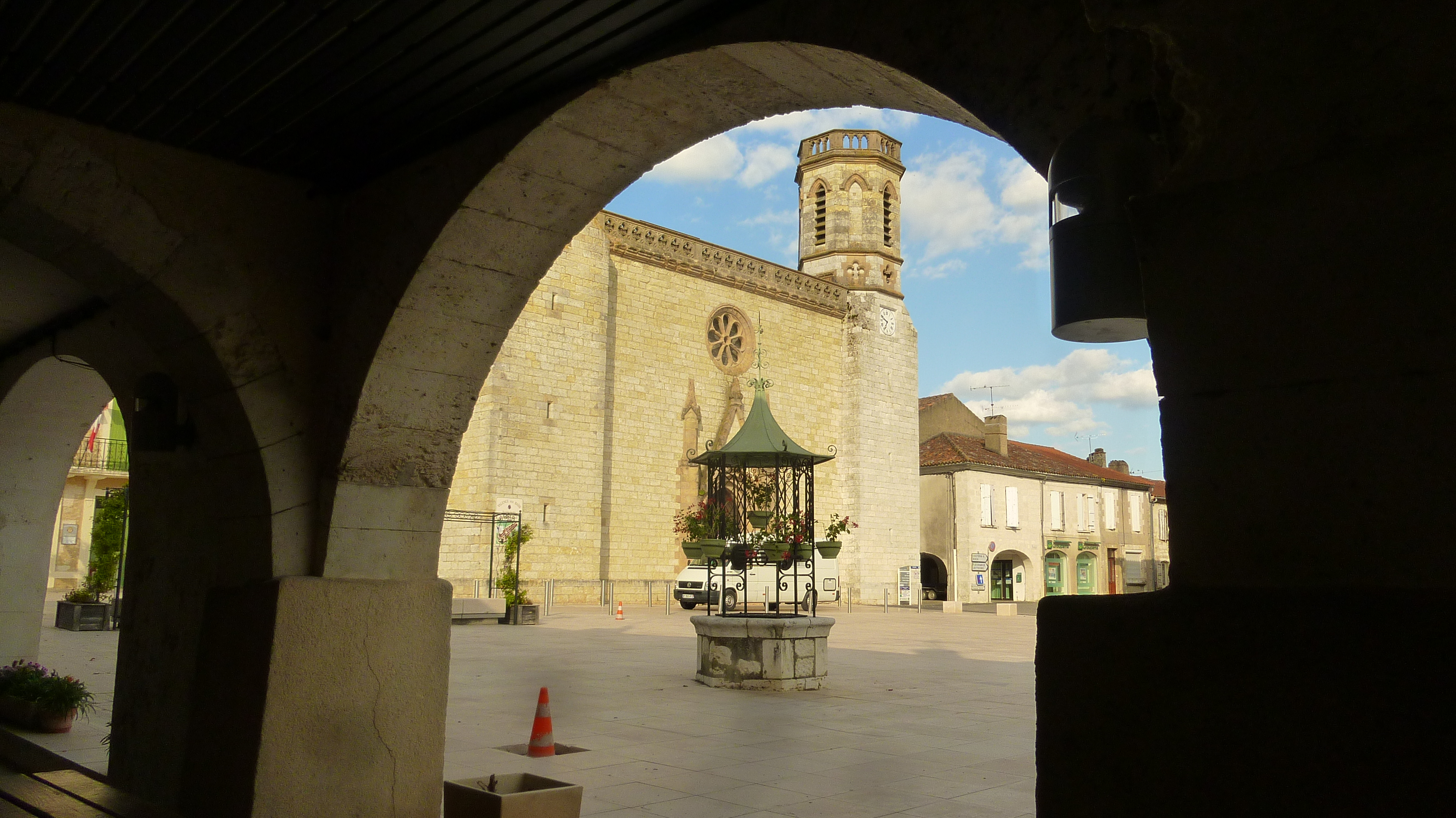
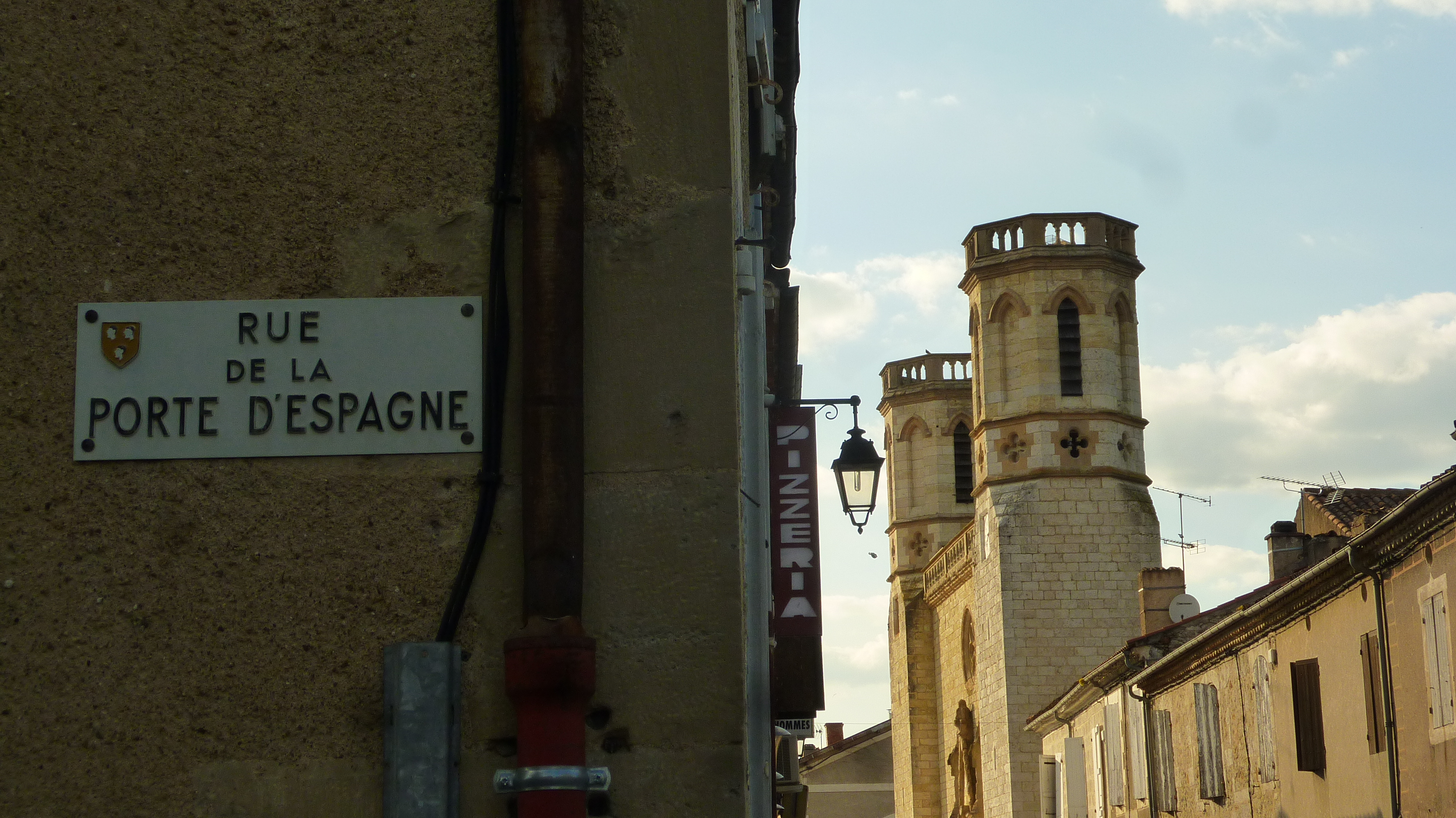
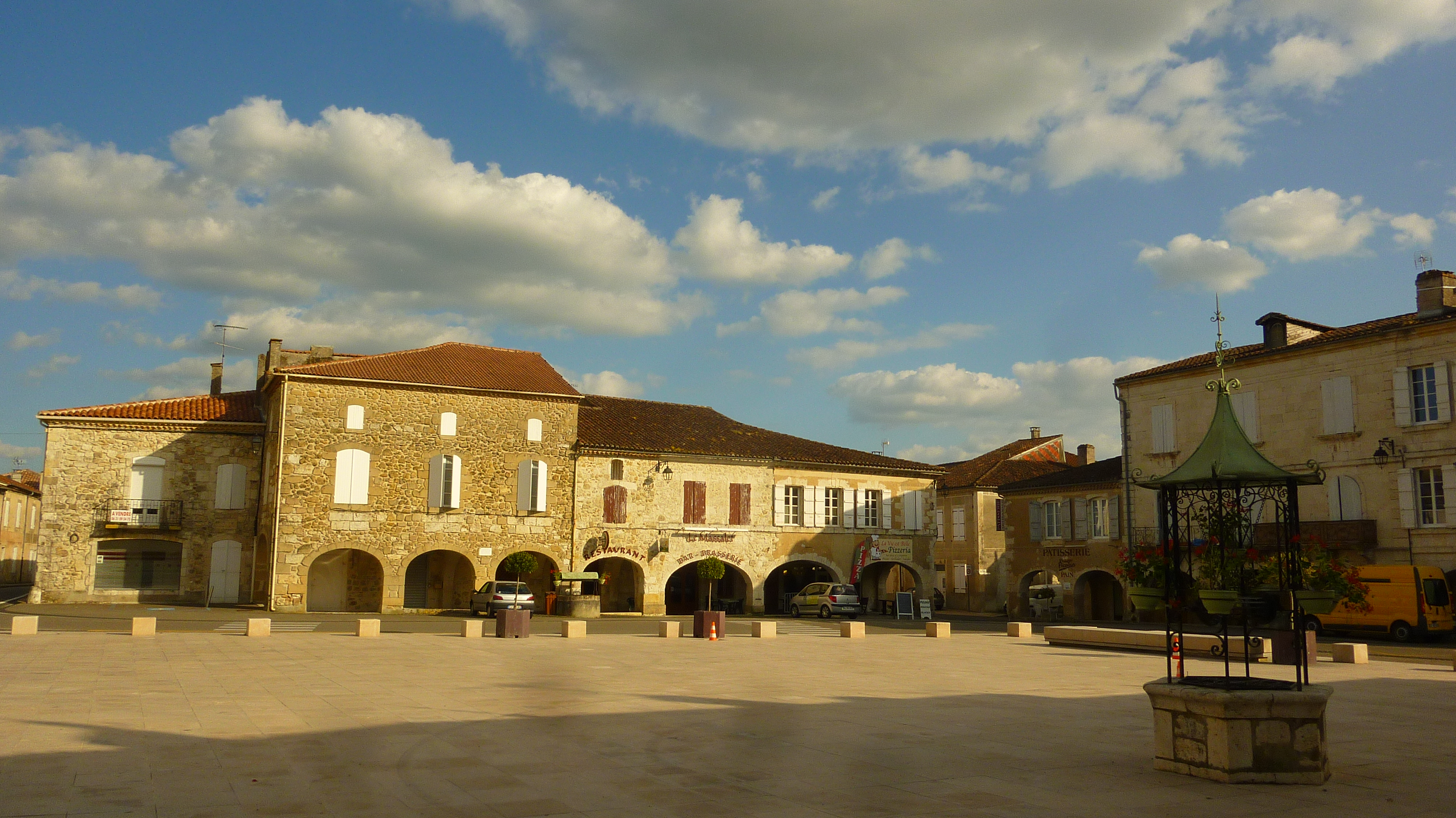
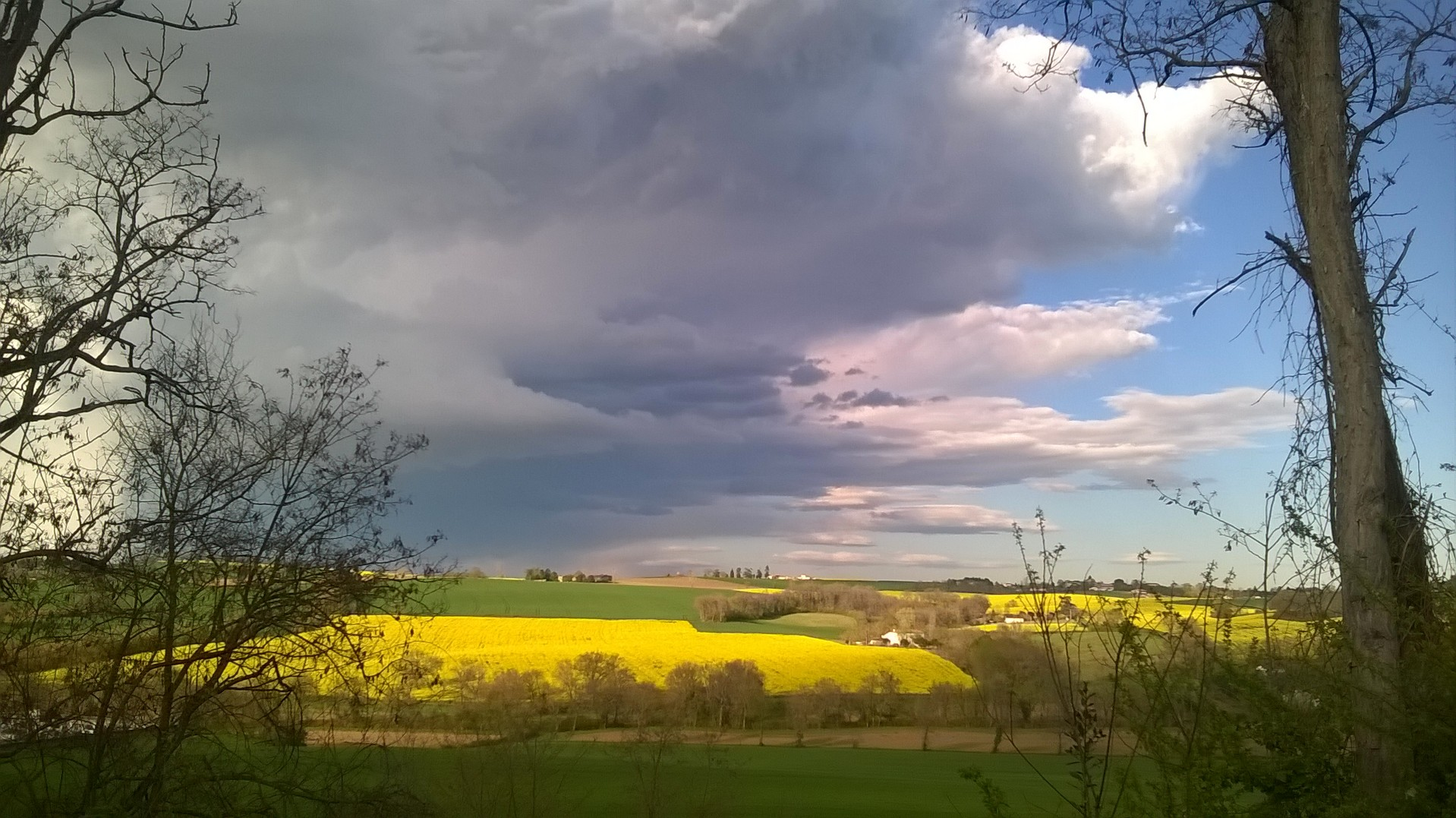